# (7628) Evgenifedorov
(7628) Evgenifedorov est un astéroïde de la ceinture principale.

## Description
(7628) Evgenifedorov est un astéroïde de la ceinture principale. Il fut découvert le 19 août 1977 à Naoutchnyï par Nikolaï Tchernykh. Il présente une orbite caractérisée par un demi-grand axe de 2,68 UA, une excentricité de 0,18 et une inclinaison de 12,8° par rapport à l'écliptique.

## Compléments